# Ligne Namboku du métro de Sapporo
Pour les articles homonymes, voir Ligne Namboku.
La ligne Namboku (南北線, Nanboku-sen) est une ligne du métro de Sapporo au Japon. Elle relie la station d'Asabu à celle de Makomanai. Longue de 14,3 km, elle traverse Sapporo selon un axe nord-sud en passant par les arrondissements de Kita, Chūō, Toyohira et Minami. Sur les cartes, la ligne est identifiée avec la lettre N et sa couleur est verte.

## Histoire
Le premier tronçon de la ligne Namboku a été ouvert le 16 décembre 1971 entre Kita-Nijūyo-Jō et Makomanai, (12,1 km dont 4,4 km en aérien, 14 stations). La ligne a ensuite été prolongée à Asabu le 16 mars 1978 (2,2 km, 2 stations).

## Caractéristiques

### Ligne
- Véhicules sur pneus
- Guidage par rail central
- Alimentation : 750 V par troisième rail
- Vitesse maximale : 70 km/h

### Stations

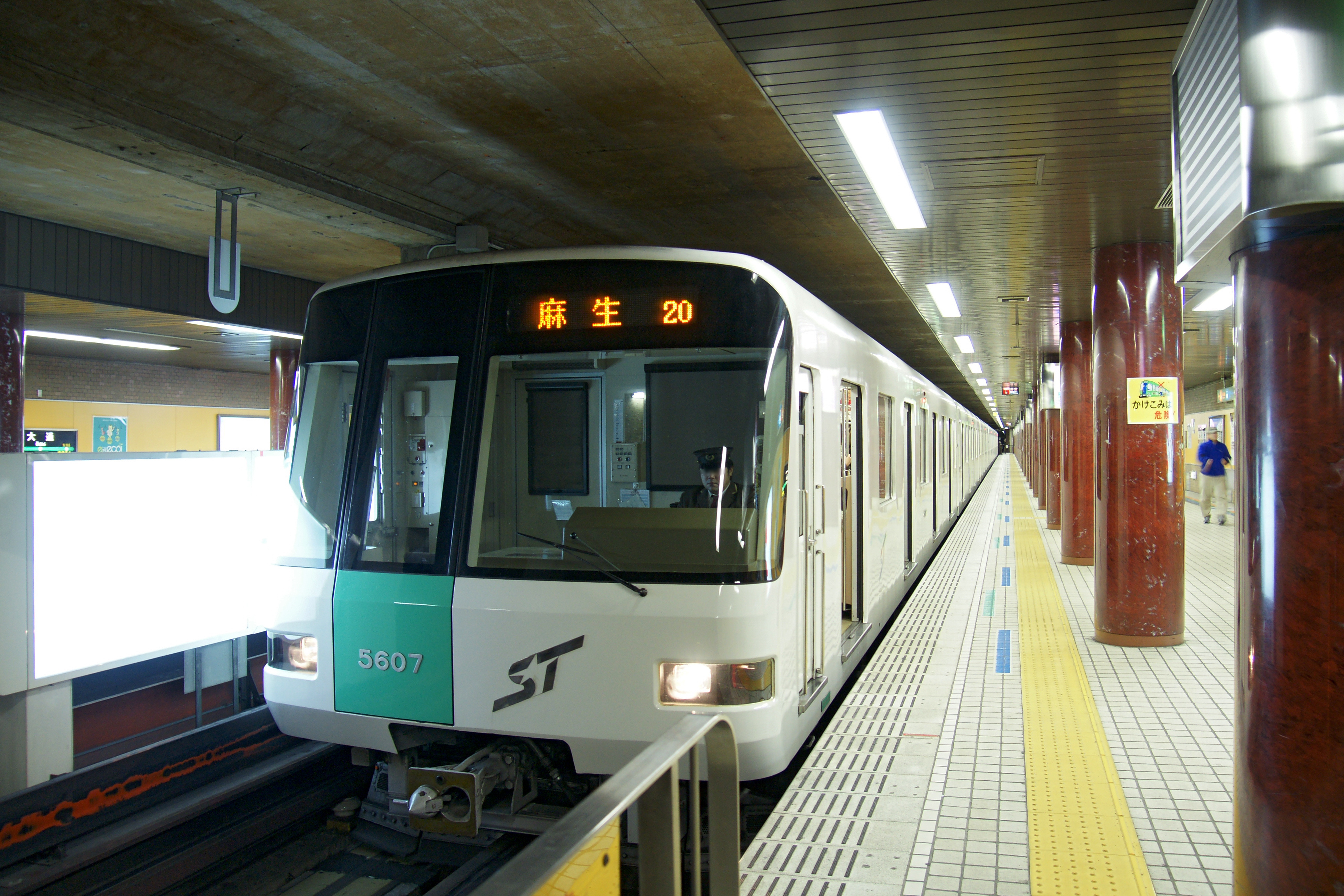
La ligne Namboku à Ōdōri

La ligne Namboku comporte 16 stations, identifiées de N01 à N16.
| Numéro | Station          | Nom japonais | Distance (km) | Correspondances                                   | Arrondissement |
| ------ | ---------------- | ------------ | ------------- | ------------------------------------------------- | -------------- |
| N01    | Asabu            | 麻生         | 0             | JR Hokkaido : Sasshō (à Shin-Kotoni)              | Kita           |
| N02    | Kita sanjuyo jo  | 北34条       | 1,0           |                                                   | Kita           |
| N03    | Kita nijuyo jo   | 北24条       | 2,2           |                                                   | Kita           |
| N04    | Kita juhachi jo  | 北18条       | 3,1           |                                                   | Kita           |
| N05    | Kita juni jo     | 北12条       | 3,9           |                                                   | Kita           |
| N06    | Sapporo          | さっぽろ     | 4,9           | Métro de Sapporo : Tōhō JR Hokkaido : Hakodate    | Chūō           |
| N07    | Odori            | 大通         | 5,5           | Métro de Sapporo : Tōzai, Tōhō Tramway de Sapporo | Chūō           |
| N08    | Susukino         | すすきの     | 6,1           | Tramway de Sapporo                                | Chūō           |
| N09    | Nakajima koen    | 中島公園     | 6,8           | Tramway de Sapporo                                | Chūō           |
| N10    | Horohira bashi   | 幌平橋       | 7,8           | Tramway de Sapporo                                | Chūō           |
| N11    | Nakanoshima      | 中の島       | 8,3           |                                                   | Toyohira       |
| N12    | Hiragishi        | 平岸         | 9,0           |                                                   | Toyohira       |
| N13    | Minami Hiragishi | 南平岸       | 10,1          |                                                   | Minami         |
| N14    | Sumikawa         | 澄川         | 11,3          |                                                   | Minami         |
| N15    | Jieitai mae      | 自衛隊前     | 12,6          |                                                   | Minami         |
| N16    | Makomanai        | 真駒内       | 14,3          |                                                   | Minami         |

## Exploitation
Les trains initialement en exploitation furent jusqu'en 1999 des séries 1000 et 2000, puis de la série 3000 entre 1978 et 2012.
La ligne Namboku utilise, depuis 1995, des rames de métro sur pneumatiques de la série 5000. Le nombre de trains en service est de 20 en formation de 6 véhicules, construits entre 1995 et 1998.